# Sentiers du pèlerinage catholique de Séoul
Les Sentiers du pèlerinage catholique de Séoul sont un ensemble de — initialement — trois routes de pèlerinage situées essentiellement dans la ville de Séoul en Corée du Sud, reconnues conjointement depuis 2018 par l’Église catholique comme ayant le statut de sanctuaire international.

## Historique
Les routes de pèlerinage sont créées en 2013 en prévision de l’Année de la foi et de la visite du pape François en 2014,. Elles sont immédiatement déclarées sanctuaire diocésain par l’archevêque de Séoul — et futur cardinal — Andrew Yeom Soo-jung ; la même année, la Conférence des évêques catholiques de Corée (en) les déclare sanctuaire national.
La première requête au Vatican pour reconnaître les routes comme sanctuaire international est effectuée en 2017. Elle est renouvelée l’année suivante, et des documents complémentaires sont envoyés au Conseil pontifical pour la promotion de la nouvelle évangélisation, le dicastère qui a la responsabilité des sanctuaires internationaux.
L’archevêque Rino Fisichella, président du Conseil pontifical pour la promotion de la nouvelle évangélisation, se rend finalement en Corée du Sud en 2018, et officialise la reconnaissance des routes comme sanctuaire international le 14 septembre, au parc de Seosomun. Il s’agit du premier site reconnu comme tel dans le pays.
Une Semaine coréenne du pèlerinage a lieu à l’occasion de l’officialisation du 10 au 15 septembre 2018, durant laquelle trente responsables catholiques de treize pays asiatiques inaugurent le pèlerinage, en plus de visiter les sanctuaires de Haemi et de Solmoe. Le sanctuaire des Martyrs de Seosomun est à cette occasion rendu accessible avant son inauguration.
En 2021, à l’occasion du 200e anniversaire de sa naissance, une quatrième route de pèlerinage est suggérée, dédiée à André Kim Taegon.

## Routes
Les trois routes de pèlerinage visitent plusieurs églises et divers lieux de mémoire.
1. La première route est baptisée La Bonne Nouvelle, et cherche à expliquer comment le catholicisme s’est implanté en Corée[8]. Elle est longue de 8,7 km, et s’effectue en environ 3 h 40[8]. Elle passe par[8] :
  - la cathédrale Notre-Dame-de-l’Immaculée-Conception (Myeongdong)[g 2], siège de la plus ancienne paroisse du pays ;
  - la maison de Kim Beom-u, considéré comme le premier évangélisateur de la Corée ;
  - le site considéré comme la fondation de l’Église de Corée, où a eu lieu le premier baptême du pays, celui de Yi Seung-hun ;
  - la plaque commémorant le secteur « gauche » géré par le Podocheong (ko), l’agence responsable de l’arrestation des croyants catholiques ;
  - l’église Saint-Jean-Marie-Vianney de Jongno[g 3] ;
  - la porte de Gwanghuimun (en), par laquelle les corps des premiers martyrs coréens ont été sortis de la ville ;
  - le séminaire du Saint-Esprit[g 4], où se trouve une relique de André Kim Taegon, le premier prêtre coréen ;
  - le puits des Quinze-Jours (en anglais Seokjeong Boreum Well), qui a servi aux baptêmes effectués par André Kim Taegon ;
  - l’église Saint-François-Xavier de Gahoe-dong (en), également dédiée à deux bienheureux martyrs[g 5].
2. La deuxième route est baptisée La Vie éternelle, et évoque les persécutions les catholiques coréens[9]. Elle est longue de 5,9 km, et s’effectue en environ 2 h 30[9]. Elle commence à l’église Saint-François-Xavier de Gahoe-dong (en), puis passe par[9] :
  - le site de la béatification des 124 martyrs coréens ;
  - le site du ministère de la Justice de la dynastie Joseon, où ont été torturés nombres de catholiques ;
  - le site du bureau royal des Enquêtes, de la même période, qui se chargeait des interrogatoires ;
  - la prison de Jeonokseo (ko) ;
  - la plaque commémorant le secteur « droit » géré par le Podocheong (ko), l’agence responsable de l’arrestation des croyants catholiques ;
  - la plaque à l’emplacement du bureau du gouverneur de la province de Gyeonggi ;
  - le sanctuaire des Martyrs de Seosomun[g 1] ;
  - l’église Saint-Joseph (Yakhyeon) (ko)[g 6].
3. La troisième route est baptisée L’Unité, et connecte plusieurs lieux de mémoire liés aux martyrs coréens[10]. À l’inverse des autres routes, elle s’éloigne du centre de Séoul, et est donc longue de 29,5 km, faisables en environ huit heures à pied[10]. Elle commence à l’église Saint-Joseph (ko), puis passe par[10] :
  - le sanctuaire des Martyrs de Danggogae (ko)[g 7] ;
  - le sanctuaire des Martyrs de Saenamteo[g 8] ;
  - le sanctuaire des Martyrs de Jeoldu-san[g 9], qui est par ailleurs reconnu comme sanctuaire national ;
  - le sanctuaire de Nogosan[g 10] ;
  - l’ancien séminaire du Sacré-Cœur-de-Jésus de Yongsan[g 11] ;
  - le sanctuaire des Martyrs de Waegogae, à la cathédrale des forces armées de Corée[g 12] ;
  - le sanctuaire de Samseongsan[g 13].